# Andris Smirnovs
Andris Smirnovs (6 de febrer de 1990) és un ciclista letó, professional des del 2012.

## Palmarès
- 2011
  - 1r al Gran Premi de Budapest
  - 1r a la Kernen Omloop Echt-Susteren
- 2012
  - 1r al Gran Premi Oued Eddahab
- 2013
  - Vencedor d'una etapa de la Baltic Chain Tour